# Stadionul Tineretului (Oradea)
Stadionul Tineretului – wielofunkcyjny stadion w Oradei, w Rumunii. Został otwarty 4 czerwca 1895 roku. Może pomieścić 5000 widzów.
Stadion powstał na terenie ówczesnego parku Rhédey, a jego otwarcie miało miejsce 4 czerwca 1895 roku. Był to pierwszy stadion sportowy w Oradei. W 1898 roku rozegrano na nim pierwsze zawody kolarskie, a w roku 1902 odbył się pierwszy mecz piłkarski. Od 1912 roku swoje spotkania na obiekcie rozgrywali piłkarze klubu CA Oradea (w 1924 roku przenieśli się na nowo otwarty stadion w pobliżu stacji kolejowej). W okresie międzywojennym z obiektu korzystał również Bihor Oradea. W latach 30. XX wieku obiekt nazwano „Stadionul Voievodul Mihai” na cześć Michała Hohenzollerna-Sigmaringena. Po II wojnie światowej stadion służył głównie do rozgrywania młodzieżowych zawodów sportowych, w związku z czym zyskał nazwę „Stadionul Tineretului” (Stadion Młodzieży).